# Copa de Clubes de Asia 1985-86
La Copa de Clubes de Asia 1985-86 fue la 5.ª edición de la competición de fútbol anual a nivel de clubes organizada por la AFC. El torneo regresó a Asia por primera vez en 14 años. Muchos clubes asiáticos iniciaron la ronda clasificatoria a finales de 1985. La ronda final tuvo su sede en Jeddah, Arabia Saudita desde el 19 de octubre de 1985 hasta el 24 de enero de 1986.
Daewoo Royals de Corea del Sur ganó el título por primera ocasión.

## Torneo Clasificatorio

### Grupo 1

#### Ronda 1
| Equipo 1          | Resultado | Equipo 2   |
| ----------------- | --------- | ---------- |
| Al-Rasheed        | 4–0       | Amman Club |
| Al-Ittihad Aleppo | Bye       |            |

- El  Al Shourta y  Al-Ahli San'a abandonaron el torneo

#### Ronda 2
| Equipo 1          | Resultado | Equipo 2   |
| ----------------- | --------- | ---------- |
| Al-Ittihad Aleppo | 2–1       | Al-Rasheed |

### Grupo 2
Sede en Dubái
- Participantes:

| - Al-Ahli - Al Arabi | - Fanja - Muharraq Club | - Al Rayyan - Al-Ain. |

#### Final
| Local   | Visita | Resultado |
| ------- | ------ | --------- |
| Al-Ahli | 2–1    | Al Arabi  |

- ambos equipos clasifican a la ronda final, pero Al Arabi abandonó

### Grupo 3
Sede en Sri Lanka
- Campeones de Afganistán e Irán abandonaron el torneo.

| Club            | Pts. | J | G | E | P | GF | GC |
| --------------- | ---- | - | - | - | - | -- | -- |
| East Bengal     | 10   | 5 | 5 | 0 | 0 | 20 | 0  |
| Abahani Limited | 8    | 5 | 4 | 0 | 1 | 17 | 4  |
| Saunders SC     | 5    | 5 | 2 | 1 | 2 | 12 | 8  |
| PIA FC          | 4    | 5 | 1 | 2 | 2 | 8  | 8  |
| New Road Team   | 3    | 5 | 1 | 1 | 3 | 8  | 11 |
| Club Valencia   | 0    | 5 | 0 | 0 | 5 | 2  | 36 |

| Local           | Resultado | Visita          |
| --------------- | --------- | --------------- |
| East Bengal     | 1-0       | Abahani Limited |
| East Bengal     | 1-0       | Saunders SC     |
| East Bengal     | 2-0       | PIA FC          |
| East Bengal     | 7-0       | New Road Team   |
| East Bengal     | 9-0       | Club Valencia   |
| Abahani Limited | 4-1       | Saunders SC     |
| Abahani Limited | 3-0       | PIA FC          |
| Abahani Limited | 2-1       | New Road Team   |
| Abahani Limited | 8-1       | Club Valencia   |
| Saunders SC     | 2-2       | PIA FC          |
| Saunders SC     | 2-1       | New Road Team   |
| Saunders SC     | 7-0       | Club Valencia   |
| PIA FC          | 0-0       | New Road Team   |
| PIA FC          | 6-1       | Club Valencia   |
| New Road Team   | 6-0       | Club Valencia   |

### Grupo 4
Sede en Indonesia
- Los campeones de República de China y Filipinas abandonaron el torneo.

| Club            | Pts. | J | G | E | P | GF | GC |
| --------------- | ---- | - | - | - | - | -- | -- |
| KYTB            | 7    | 4 | 3 | 1 | 0 | 15 | 1  |
| Bangkok Bank FC | 7    | 4 | 3 | 1 | 0 | 10 | 2  |
| Tiong Bahru CSC | 3    | 4 | 1 | 1 | 2 | 2  | 7  |
| Malacca FA      | 3    | 4 | 1 | 1 | 2 | 2  | 7  |
| ADP FC          | 0    | 4 | 0 | 0 | 4 | 0  | 12 |

| Fecha    | Local           | Visita          | Marcador |
| -------- | --------------- | --------------- | -------- |
| 20-12-84 | KYTB            | Tiong Bahru CSC | 5-0      |
| 21-12-84 | Malacca FA      | ADP FC          | 1-0      |
| 21-12-84 | Bangkok Bank FC | Tiong Bahru CSC | 2-0      |
| 22-12-84 | Tiong Bahru CSC | ADP FC          | 7-0      |
| 24-12-84 | KYTB            | Bangkok Bank FC | 1-1      |
| 23-12-84 | Tiong Bahru CSC | Malacca FA      | 0-0      |
| 26-12-84 | Bangkok Bank FC | Malacca FA      | 5-1      |
| 26-12-84 | Tiong Bahru CSC | ADP FC          | 2-0      |
| 27-12-84 | Bangkok Bank FC | ADP FC          | 2-0      |
| 27-12-84 | KYTB            | Malacca FA      | 2-0      |

#### Playoff
| Fecha    | Local | Visita          | Resultado |
| -------- | ----- | --------------- | --------- |
| 29-12-84 | KYTB  | Bangkok Bank FC | 0-1       |